# Revuelta árabe de Palestina de 1936-1939
Un levantamiento popular de árabes palestinos en el Mandato británico de Palestina contra la administración británica, más tarde conocida como la Gran Revuelta, el Gran Revuelta Palestina, o Revolución palestina, duró de 1936 a 1939. El movimiento buscaba la independencia del colonialismo británico y el fin del apoyo británico al sionismo, incluyendo la inmigración judía y la venta de tierras a judíos.
El levantamiento se produjo durante un pico de afluencia de inmigrantes judíos europeos, y con la creciente situación de los campesinos sin tierras, quienes, al mudarse a los centros metropolitanos para escapar de su pobreza extrema, se vieron socialmente marginados. marginados. Desde la batalla de Tel Hai en 1920, judíos y árabes habían estado involucrados en un ciclo de ataques y contraataques, y la chispa inmediata del levantamiento fue el asesinato de dos judíos por una banda qassamita de Izzedin al-Qassam, y el asesinato en represalia por hombres judíos armados atacaron a dos trabajadores árabes, incidentes que desencadenaron un estallido de violencia en toda Palestina. Un mes después de los disturbios, Amin al-Husayni, presidente del Alto Comité Árabe y gran muftí de Jerusalén, declaró el 16 de mayo de 1936 como "Día de Palestina" y convocó a una huelga general. David Ben-Gurión, líder del Yishuv, describió las causas árabes como el miedo al creciente poder económico judío, la oposición a la inmigración judía masiva y el temor a la identificación británica con el sionismo.
La huelga general duró de abril a octubre de 1936. La revuelta se suele analizar en dos fases distintas. La primera fase comenzó como una resistencia popular espontánea, que fue aprovechada por el Alto Comité Árabe, un grupo urbano y elitista, lo que le dio al movimiento una forma organizada, centrada principalmente en huelgas y otras formas de protesta política, para lograr un resultado político. Para octubre de 1936, esta fase había sido derrotada por la administración civil británica utilizando una combinación de concesiones políticas, diplomacia internacional (involucrando a los gobernantes del Irak, Arabia Saudita, Transjordania y el Yemen) y la amenaza de la ley marcial. La segunda fase, que comenzó a fines de 1937, fue un movimiento de resistencia liderado por campesinos provocado por la represión británica en 1936 en el que las fuerzas británicas fueron atacadas cada vez más a medida que el ejército mismo atacaba cada vez más a las aldeas que creía que apoyaba la revuelta. Durante esta fase, la rebelión fue brutalmente reprimida por el Ejército Británico y la Fuerza de Policía Palestina utilizando medidas represivas que pretendían intimidar a toda la población y socavar el apoyo popular a la revuelta. Un papel más dominante en el lado árabe fue asumido por el clan Nashashibi, cuyo partido se retiró rápidamente del Alto Comité Árabe rebelde, liderado por la facción radical facción de Amin al-Husayni, y en su lugar se alineó con los británicos, enviando "Fasail al-Salam" (las "Bandas de Paz") en coordinación con el Ejército Británico contra las unidades "Fasail" árabes nacionalistas y yihadistas (literalmente "bandas").

## Orígenes
Palestina había sido concedida al Reino Unido como mandato por la Sociedad de las Naciones en 1920, en la Conferencia de San Remo, en un régimen similar a un régimen colonial directo. A diferencia de los otros mandatos coloniales, en Palestina no se trataba de facilitar la creación de órganos de autogobierno para un desarrollo nacional autónomo sino que, orientado por la Declaración Balfour (1917), los británicos debían trabajar para la creación de un Estado viable en el que conviviesen las comunidades indígenas con un “hogar nacional judío”.[cita requerida] No se tuvieron en cuenta con anterioridad las recomendaciones del informe de la Comisión King-Crane (1919) ni tampoco el hecho de que los recursos limitados de Palestina no podían dar cabida al proyecto sionista sin perjudicar a estas comunidades indígenas, lo que inevitablemente iba a generar conflictos entre las comunidades. 

### Inmigración judía
En 1882, la población palestina estaba compuesta por un 85% de musulmanes, un 9% de cristianos y una comunidad judía que suponía un 3% del total de la población. La primera Aliá (1882-1903) se produce como consecuencia de los pogromos del Zar Alejandro III de lleva a Palestina a unos 26 000 inmigrantes judíos. Ya en esta época, la nueva ideología, el sionismo, empieza a influir en estos movimientos migratorios. También influye la negativa de EE. UU. a aceptar más inmigración judía y la resistencia de Gran Bretaña que está recibiendo a muchos judíos que huyen de los pogromos rusos y de Centroeuropa. Con la segunda Aliá (1904-1914), se instalan en Palestina 35.000 inmigrantes judíos más. En los tres primeros años del mandato británico llegan más de 18.500 y desde 1922 a 1929, los colonos judíos que llegan son alrededor de 70.000.
En 1935 la población judía en Palestina había pasado a ser un 27% de la población. Con posterioridad y como consecuencia del nazismo en Europa, continuarán llegando pero en contingentes inferiores.
Según el Ministerio israelí de Absorción e Inmigración, entre 1933 y 1936 más de 160 000 inmigrantes llegaron legalmente y miles de personas más llegaron clandestinamente. Según Chaim I. Waxman, en 1931-1939 llegaron 225 000 personas. En 1931, la población total de Palestina era de 1 011 000 personas, de las que unas 174 000 eran judías, el 17 % de la población total.

### Compra de tierras
El régimen de propiedad de la tierra del sistema otomano (Iltizam), favoreció la compra de tierras por parte de los colonos sionistas.[cita requerida] Este sistema sostiene que la propiedad de la tierra solo le pertenece a Dios y, en la práctica, es el Sultán quien delega el usufructo otorgando títulos de explotación, generalmente a familias notables y militares. Al desaparecer el Imperio otomano, se genera una situación de indeterminación de la propiedad, en la que los notables terratenientes, que ejercían un sistema semi feudal y a menudo residían fuera de Palestina, comienzan a vender sus títulos de “propiedad” al Fondo Nacional Judío. La prioridad de gasto de la Agencia Judía en 1930 es la tierra y la colonización agrícola, a la que dedica el 75% de las inversiones. Muchos campesinos son expulsados de las tierras que habían cultivado durante generaciones y de sus hogares.

### Liderazgo árabe
Amin al Husseini es nombrado muftí de Jerusalén por sir Herbert Samuel, el primer alto comisionado del mandato británico, siendo una figura clave en la política palestina de la época, a pesar de no contar con el apoyo ni de las élites locales ni de muchos de los miembros de su propio clan. En 1922 se crea el Supremo Consejo Musulmán, que él preside y que va a ser la plataforma política y religiosa bajo la cual se crearán y organizarán los organismos nacionales.
Samuel, nombra prefecto de Jerusalén a uno de los miembros del clan de los Nachachibi. Se crean diferentes facciones políticas entre los que apoyan al muftí, Majlisiyyun (coalición) y al-Mu´arada (oposición).
Hasta mediados de los años 30, los notables urbanos y terratenientes que encabezan el movimiento nacionalista palestino, según E. Rogan “fragmentados e ineficaces grupos de líderes salidos de las clases urbanas acomodadas”, están muy alejados de la gente del campo, que es la más afectada por la inmigración judía, y entre los campesinos surge un líder que promueve la lucha armada contra británicos y sionistas desde comienzos de los años 30 y que, en octubre de 1935 protagonizará una efímera pero trascendente revuelta, Izzedin al-Qassam. Esta revuelta será una de las consecuencias de la Carta Negra de 1931 publicada por MacDonald, y aunque será aplastada por las fuerzas británicas, podría haber servido como revulsivo para los líderes de los partidos nacionalistas palestinos que en noviembre de 1935 presentan un Memorándum al Alto Comisario Arthur Wauchope solicitando “la inmediata suspensión de la inmigración, la prohibición de la venta de tierras a los extranjeros y un gobierno democrático con un parlamento de representación proporcional”.
Ante la negativa de los judíos y la inacción del mandato, en abril de 1936 el Alto Comité Árabe, representando a los principales partidos nacionalistas, declara la huelga general.

## Revuelta
La huelga va acompañada de manifestaciones en todo el país, muy numerosas en muchos lugares como en Jerusalén, a la que acuden 2000 manifestantes. En algunos lugares se vuelven violentas como en Jaffa, cuando la policía abre fuego contra los manifestantes. Se producen ataques violentos contra las fuerzas británicas y los colonos judíos.
Tras la intervención en octubre de los líderes árabes de Transjordania, Arabia Saudí, Irak y Yemen, cesa la huelga y el gobierno británico envía de nuevo una comisión, la Comisión Peel, que emite un nuevo informe en julio de 1937. Los palestinos no aceptan esta propuesta como respuesta legítima a su lucha nacional y se reavivan las revueltas. Esta segunda fase de la revuelta va a durar dos años, desde el otoño de 1937 hasta 1939 y será devastadora para los palestinos. Muchos de los líderes son deportados y la revuelta se convierte en una insurgencia descoordinada y sin liderazgo. Se produjeron ataques contra vías férreas e instalaciones eléctricas, el oleoducto TAP que iba de Kirkuk a Haifa construido solo unos años antes, es volado en varios puntos de su trayecto, algunos funcionarios británicos son asesinados (asesinato en Nazareth del comisionado Andrews) y se atacan violentamente asentamientos de colonos.
Por parte del gobierno británico se declara una “normativa de emergencia” para aplastar la revuelta con el ejército y  se llevan a cabo actos de represalia cruenta y generalizada: torturas en interrogatorios, palestinos como escudos humanos para protección contra las minas colocadas en las carreteras, ejecuciones en la horca, destrucción de viviendas de insurgentes o colaboradores, más de 9000 palestinos en campos de concentración.

## Resultado
La Gran Revuelta Árabe continuó durante tres años. Poco después el Imperio británico comenzaría a ser desmembrado, con lo que se crearían todas las actuales naciones del lugar. 
Se produce una absoluta derrota que deja una campiña palestina devastada y a más del 10% de la población palestina afectada por las secuelas de la revuelta entre fallecidos, heridos, deportados y encarcelados. Más de 5000 palestinos muertos, y 14.000 heridos. Tanto en el ejército británico como entre los colonos judíos se cuentan cientos de muertos. 
Una nueva comisión redacta el Libro blanco de 1939, que no va a satisfacer ni a los árabes ni a los judíos. Los grupos extremistas del movimiento sionista, los miembros del Irgún y del Leji, declararán a Reino Unido enemiga de los judíos y recurrirán al terrorismo para la consecución de un Estado judío en Palestina